# Complexe Shohimardon
 (février 2024).
Si vous disposez d'ouvrages ou d'articles de référence ou si vous connaissez des sites web de qualité traitant du thème abordé ici, merci de compléter l'article en donnant les références utiles à sa vérifiabilité et en les liant à la section « Notes et références ».
 (décembre 2023).
Le complexe Shohimardon est un monument architectural situé dans la ville de Khiva, dans la région de Khorezm en Ouzbékistan. La construction du complexe a été achevée au XIXe siècle, et il est actuellement situé dans le quartier « Shixlar ».
Le complexe de Shohimardon a été inclus dans le Registre national des biens immobiliers du patrimoine culturel matériel par décision du Cabinet des ministres de la République d'Ouzbékistan en date du 4 octobre 2019, et a été placé sous protection d'État. Actuellement, il est considéré comme une propriété de l'État sur la base des droits de gestion opérationnelle de l'administration de la culture de la région de Khorezm.

## Histoire et construction
Le complexe de Shohimardon est situé à 500 mètres à l'ouest de Dishan Kala, près du territoire du complexe de Pahlavon Mahmud à Khiva. Le complexe de Shohimardon est la partie centrale du complexe commémoratif, qui comprend également une médersa (fin du XIXe siècle) et une prison (1908). Le cimetière du complexe a été initialement utilisé comme lieu d'inhumation par les guerriers de Khorezmshah. Au XIIIe siècle, un cimetière s'est formé autour du complexe. Le complexe abrite également un minaret de Shohimardon construit pour Elbarsxon, le Khan de Khiva de 1512 à 1535. Il a été reconstruit au milieu du XVIIIe siècle. Selon les habitants, les soldats iraniens qui sont décédés en 1740 lorsque le Shah iranien Nader Shah a capturé la ville de Khiva ont été enterrés dans le cimetière de Shohimardon. Le minaret a également été construit à cette époque.
Le complexe est composé de différents mausolées, prisons, cuisines, murs (madrassas) et dortoirs pour les pèlerins construits autour de lui, ainsi que les mausolées des familles de khans et de nobles. Le principal mausolée construit en l'honneur du calife Ali à Khorezm est connu sous le nom de Shohimardon. Il possède un dôme à quatre arches, une pièce, deux rangées de colonnes en bois à l'extrémité de l'arche, et sa surface est recouverte de carreaux de céramique émaillée de couleur verte en formes de « pechak » et de « carrées ». Il y a 3 prisons situées le long de la route, qui sont construites dans le style de l'architecture de la période tardive. Deux mausolées avec des arches de même taille (l'un avec 7 dômes, l'autre avec 2 dômes) se trouvent sur les murs latéraux, décorés de sculptures plates traditionnelles. Le mausolée souterrain, largement connu sous le nom de « Qo'sh mozor », se compose de 3 parties, dont la partie principale est accessible par l'arche menant à la salle centrale - le miyonsaroy, et les salles latérales sont recouvertes de dômes, décorés de ganch sculpté. Certains bâtiments sont détruits.
Le complexe de Shohimardon a été fermé pendant la période soviétique en raison de la politique anti-islamique du gouvernement. Cependant, la plupart de la population a continué à le visiter. Le 27 mars 1945, par le décret n° 410 du Conseil des commissaires du peuple de l'Ouzbékistan, le droit d'utiliser sept des sanctuaires les plus visités par les musulmans a été transféré de l'autorité de l'Administration des travaux d'architecture du Conseil des commissaires du peuple de l'Ouzbékistan à l'Administration religieuse des musulmans d'Asie centrale et du Kazakhstan. Shohimardon en faisait partie. Pendant longtemps, Shohimardon n'a pas été officiellement utilisé par les musulmans. Pendant cette période, l'Administration religieuse des musulmans d'Asie centrale et du Kazakhstan a construit une maison d'hôtes et une clinique d'hydrothérapie près du mausolée de Shohimardon. Le décret n° 9363-rs du Conseil des ministres de l'URSS en date du 18 juin 1950 a permis au gouvernement ouzbek de confisquer Shohimardon à l'Administration religieuse des musulmans d'Asie centrale et du Kazakhstan.